# Bob Hewitt
Robert Anthony John (Bob) Hewitt (Dubbo, 12 januari 1940) is een tennisspeler uit Australië, na zijn huwelijk in 1967 kwam hij uit voor Zuid-Afrika.
Hewitt heeft zowel in het herendubbelspel als in het gemengddubbelspel alle vier de grandslamtoernooien gewonnen.
In 2015 werd hij Hewitt veroordeeld voor verkrachting.  In 1992 werd hij toegelaten tot de Tennis Hall of Fame, in 2012 werd hij geschorst vanwege zijn strafzaak. Na zijn veroordeling werd hij verwijderd uit de Hall of Fame. 

## Resultaten grandslamtoernooien
| Legenda | Legenda                          |
| ------- | -------------------------------- |
| g.t.    | geen toernooi gehouden           |
| l.c.    | lagere categorie                 |
| –       | niet deelgenomen                 |
| G       | uitgeschakeld in de groepsfase   |
| 1R      | uitgeschakeld in de eerste ronde |
| 2R      | uitgeschakeld in de tweede ronde |
| 3R      | uitgeschakeld in de derde ronde  |
| 4R      | uitgeschakeld in de vierde ronde |
| KF      | uitgeschakeld in de kwartfinale  |
| HF      | uitgeschakeld in de halve finale |
| F       | de finale verloren               |
| W       | het toernooi gewonnen            |
| w-v     | winst/verlies-balans             |

### Enkelspel
| Toernooi        | 1958 | 1959 | 1960 | 1961 | 1962 | 1963 | 1964 | 1965 | 1966 | 1967 | 1968 | 1969 | 1970 | 1971 | 1972 | 1973 | 1974 | 1975 | 1976 | 1977 | 1977 | 1978 |
| --------------- | ---- | ---- | ---- | ---- | ---- | ---- | ---- | ---- | ---- | ---- | ---- | ---- | ---- | ---- | ---- | ---- | ---- | ---- | ---- | ---- | ---- | ---- |
| Australian Open | 1R   | 2R   | HF   | 3R   | HF   | HF   | 3R   | –    | –    | –    | –    | –    | –    | –    | –    | –    | –    | –    | –    | 1R   | –    | –    |
| Roland Garros   | –    | 1R   | 2R   | 4R   | 2R   | 4R   | 4R   | 4R   | –    | 4R   | 3R   | 3R   | 2R   | –    | 1R   | –    | –    | –    | –    | 1R   | 1R   | 1R   |
| Wimbledon       | –    | 3R   | 3R   | 4R   | KF   | 3R   | KF   | 4R   | KF   | 2R   | 4R   | 1R   | 4R   | 1R   | 1R   | –    | 2R   | 1R   | 1R   | 1R   | 1R   | 3R   |
| US Open         | –    | –    | 3R   | –    | –    | –    | –    | –    | –    | KF   | –    | –    | 2R   | 2R   | 4R   | –    | –    | 3R   | 1R   | 1R   | 1R   | 1R   |

### Mannendubbelspel
| Toernooi        | 1958 | 1959 | 1960 | 1961 | 1962 | 1963 | 1964 | 1965 | 1966 | 1967 | 1968 | 1969 | 1970 | 1971 | 1972 | 1973 | 1974 | 1975 | 1976 | 1977 | 1977 | 1978 | 1979 | 1980 |
| --------------- | ---- | ---- | ---- | ---- | ---- | ---- | ---- | ---- | ---- | ---- | ---- | ---- | ---- | ---- | ---- | ---- | ---- | ---- | ---- | ---- | ---- | ---- | ---- | ---- |
| Australian Open | –    | KF   | HF   | KF   | F    | W    | W    | –    | –    | –    | –    | –    | –    | –    | –    | –    | –    | –    | –    | HF   | –    | –    | –    | –    |
| Roland Garros   | –    | ?    | ?    | ?    | ?    | ?    | ?    | F    | –    | ?    | HF   | KF   | 2R   | –    | W    | –    | –    | –    | –    | HF   | HF   | 2R   | 3R   | –    |
| Wimbledon       | –    | 1R   | HF   | F    | W    | 3R   | W    | F    | 3R   | W    | HF   | HF   | HF   | 1R   | W    | –    | 2R   | KF   | 1R   | KF   | KF   | W    | HF   | –    |
| US Open         | –    | –    | ?    | –    | –    | –    | –    | –    | –    | ?    | 3R   | –    | KF   | HF   | 1R   | –    | –    | 1R   | KF   | W    | W    | KF   | KF   | KF   |

### Gemengd dubbelspel
| Toernooi        | 1958 | 1959 | 1960 | 1961 | 1962 | 1963 | 1964 | 1965 | 1966 | 1967 | 1968 | 1969                       | 1970                       | 1971                       | 1972                       | 1973                       | 1974                       | 1975                       | 1976                       | 1977                       | 1977                       | 1978                       | 1979                       | 1980                       | 1981                       | 1982                       | 1983                       | 1984                       | 1985                       | 1986                       |
| --------------- | ---- | ---- | ---- | ---- | ---- | ---- | ---- | ---- | ---- | ---- | ---- | -------------------------- | -------------------------- | -------------------------- | -------------------------- | -------------------------- | -------------------------- | -------------------------- | -------------------------- | -------------------------- | -------------------------- | -------------------------- | -------------------------- | -------------------------- | -------------------------- | -------------------------- | -------------------------- | -------------------------- | -------------------------- | -------------------------- |
| Australian Open | –    | –    | KF   | W    | HF   | 2R   | –    | –    | –    | –    | –    | geen gemengddubbeltoernooi | geen gemengddubbeltoernooi | geen gemengddubbeltoernooi | geen gemengddubbeltoernooi | geen gemengddubbeltoernooi | geen gemengddubbeltoernooi | geen gemengddubbeltoernooi | geen gemengddubbeltoernooi | geen gemengddubbeltoernooi | geen gemengddubbeltoernooi | geen gemengddubbeltoernooi | geen gemengddubbeltoernooi | geen gemengddubbeltoernooi | geen gemengddubbeltoernooi | geen gemengddubbeltoernooi | geen gemengddubbeltoernooi | geen gemengddubbeltoernooi | geen gemengddubbeltoernooi | geen gemengddubbeltoernooi |
| Roland Garros   | –    | HF   | 3R   | F    | 1R   | –    | 3R   | –    | –    | –    | HF   | –                          | W                          | –                          | HF                         | –                          | –                          | –                          | –                          | –                          | –                          | –                          | W                          | –                          | –                          | –                          | –                          | –                          | –                          | –                          |
| Wimbledon       | –    | 2R   | 4R   | 2R   | 2R   | F    | KF   | 1R   | 2R   | 1R   | –    | –                          | 3R                         | 3R                         | 2R                         | –                          | –                          | KF                         | HF                         | W                          | W                          | –                          | W                          | –                          | –                          | –                          | 2R                         | –                          | –                          | 2R                         |
| US Open         | –    | –    | ?    | –    | –    | –    | –    | –    | –    | ?    | –    | –                          | –                          | –                          | –                          | –                          | –                          | –                          | –                          | HF                         | HF                         | HF                         | W                          | KF                         | –                          | –                          | –                          | –                          | –                          | –                          |